# Ba ba ti ki di do
Ba ba ti ki di do è il secondo EP del gruppo musicale islandese Sigur Rós, pubblicato il 20 marzo 2004.

## Descrizione
I tre brani contenuti nel disco (tutti strumentali) sono in realtà un'unica composizione suddivisa in tre parti distinte. Questo lavoro ambient di 20 minuti è stato composto per il primo tempo di Split Sides, spettacolo di ballo di Merce Cunningham andato in scena il 14 ottobre 2003 alla Brooklyn Academy of Music.
La voce di Cunningham, insieme a pezzi dello spettacolo, può essere ascoltata nella terza traccia, Di Do.

## Tracce
1. Ba ba – 6:12
2. Ti ki – 8:49
3. Di do – 5:42